# Tipula vitalisi
Tipula vitalisi är en tvåvingeart som beskrevs av Edwards 1926. Tipula vitalisi ingår i släktet Tipula och familjen storharkrankar. Inga underarter finns listade i Catalogue of Life.